# Iris Varela

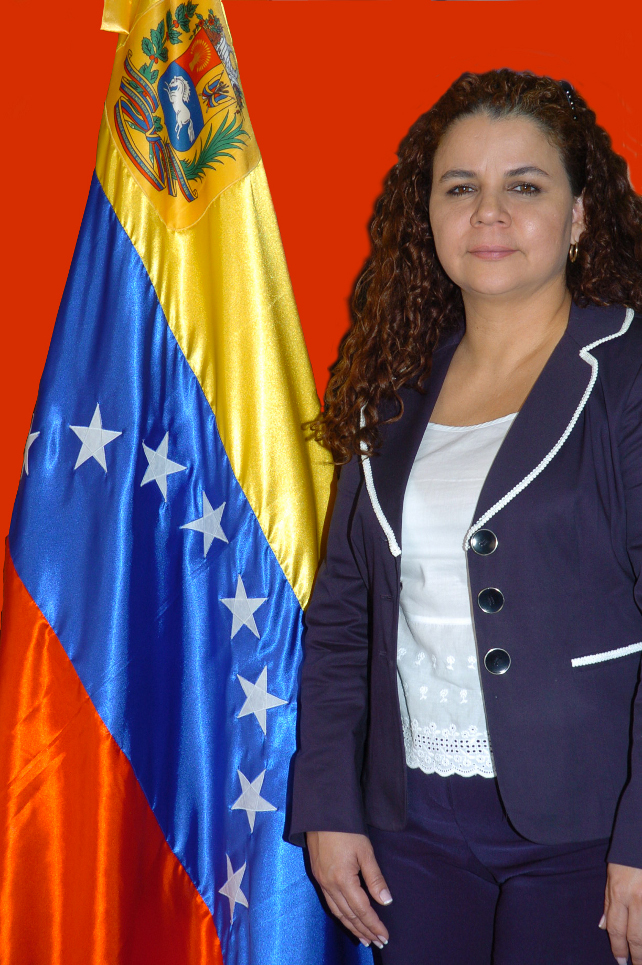
Iris Varela

María Iris Varela Rangel (* 9. März 1969 in San Cristóbal) ist eine venezolanische Anwältin und Politikerin der PSUV. Seit 2011 ist sie Abgeordnete für den Bundesstaat Táchira.

## Leben
Varela schloss ihr Jurastudium an der Universidad Católica del Táchira ab. Sie wurde erstmals im Jahr 1999 Abgeordnete. Sie setzte sich für die Abschaffung der zweiten Kammer ein. Sie wurde für die Legislaturperioden 2000–2005, 2006–2011 und 2011–2016 als Abgeordnete für Táchira gewählt.
Im Juli 2011 ernannte Hugo Chávez sie zur Ministerin beim Ministerium der Volksmacht für die Strafvollzugsanstalten. Am 22. April 2013 wurde sie von Nicolás Maduro weiter in ihrem Amt bestätigt. Am nächsten Tag erklärte sie, dass der Oppositionsführer Henrique Capriles ins Gefängnis gehen würde.

## Kritik
Iris Varela ist eine umstrittene Figur. Als die Oppositionsabgeordnete María Corina Machado in der Nationalversammlung verlangte, dass die Opposition gleiche Zeit bei der Ausstrahlung im öffentlichen Fernsehen bekommen sollte, erklärte Varela, dass Machado zuerst Botox zur Beseitigung ihrer Falten benutzen musste.
Die Ministerin wurde in WikiLeaks erwähnt, als sie Kardinal Castillo Lara von der Oligarchie angeheuerten Mörder nannte.
Im Oktober 2012 erklärte sie in ihrem Twitter-Account:
„Schreit, Minderwertige! Und kauft viel Vaseline für Sonntag, denn der Stock, den wir Euch am 7 reinstecken werden, wird nicht gerade aus Wasser sein“
Minderwertige ist eine Bezeichnung, die Chávez für die Oppositionellen benutzt. In Venezuela sagt man umgangssprachlich 'palo de agua' -Stock Wasser-, wenn man über einen starken Regen redet.
Nachdem Abgeordnete der Opposition, wie María Corina Machado und Julio Borges bei der Prügelei in der Nationalen Versammlung Anfang Mai verletzt wurden, erklärte die Ministerin: Die Opposition im Parlament hat sich ihre Tracht Prügel selbst verdient.